# 榊原政倫
榊原 政倫（さかきばら まさみち）は、江戸時代前期の大名。播磨姫路藩の第3代藩主、のちに越後村上藩の初代藩主。榊原家5代当主。

## 生涯
父・政房の急逝により、当時熊之助と名乗っていた政倫が3歳で家督を継いだが、播磨姫路藩は西国を抑える要地ということで幼少の大名には不適と判断され、越後村上藩に転封を命じられ、同地で子がないまま没する。家督は一門の榊原勝直の子・政邦が継ぐ。
武蔵国岩槻藩主・阿部正邦の娘と婚約していたが、娘が早世したため婚姻には至っていない。

## 経歴
- 1665年（寛文5年）：生まれる
- 1667年（寛文7年）：榊原家相続、越後村上に国替（6月19日）
- 1683年（天和3年）：死去、享年19

## 官位位階
- 1677年（延宝5年）：従五位下・式部大輔

## 系譜
父母
- 榊原政房（父）
- 池尻共孝の娘（母）

婚約者
- 阿部正邦の娘

養子
- 榊原政邦 - 榊原勝直の長男